# North Eleuthera Airport
North Eleuthera Airport är en flygplats i Bahamas.   Den ligger i distriktet North Eleuthera District, i den nordöstra delen av landet, 80 km nordost om huvudstaden Nassau. North Eleuthera Airport ligger 2 meter över havet.
Terrängen runt North Eleuthera Airport är mycket platt. Havet är nära North Eleuthera Airport österut. Runt North Eleuthera Airport är det ganska glesbefolkat, med 23 invånare per kvadratkilometer.. Närmaste större samhälle är Dunmore Town, 5,4 km nordost om North Eleuthera Airport. 
I omgivningarna runt North Eleuthera Airport växer i huvudsak städsegrön lövskog.